# Sugar Apple Fairy Tale
Sugar Apple Fairy Tale (シュガーアップル・フェアリーテイル Shugā Appuru Fearī Teiru?) es una serie de novelas ligeras de Fantasía escrita por Miri Mikawa e ilustrada por aki. Kadokawa Shoten ha publicado diecisiete volúmenes desde marzo de 2010 hasta febrero de 2015, bajo el sello Kadokawa Beans Bunko. Una adaptación de manga con arte de Alto Yukimura se serializó en línea a través de Hana to Yume Online, de Hakusensha, desde noviembre de 2012 hasta octubre de 2014. Se recopiló en dos volúmenes tankōbon. Una segunda adaptación de manga, con arte de Yozora no Udon, se serializó en la revista de demografía seinen de Kadokawa Shoten Young Ace desde noviembre de 2021. Tanto la novela ligera como el segundo manga tienen licencia en Norteamérica por Yen Press. Una adaptación de la serie de televisión de anime de J.C.Staff se estrenó en enero de 2023.

## Sinopsis
Anne Halford es una artesana de dulces decidida a seguir los pasos de su madre y convertirse en Silver Sugar Master, un título que solo otorga la realeza. Para viajar a la capital y realizar el sueño, compra a Challe, un hada guapa pero malhablada, como su guardaespaldas. Anne desea hacerse amiga de su nuevo compañero, pero en este reino donde las hadas son tratadas como propiedad, Challe no quiere tener nada que ver con los humanos.

## Personajes
Anne Halford (アン・ハルフォード An Harufōdo?)
 Seiyū: Yuka Nukui
Anne es una artesana de dulces. Es alta y flaca y su pelo es del color del trigo. Su sueño es convertirse en una Silver Sugar Master como su difunta madre, para lo cual hace un viaje a la capital para participar en el Festival anual de esculturas de azúcar. Está haciendo todo lo posible para construir una relación con Shall y Mythrill como iguales. A Anne no le gusta la idea de que las hadas sean obligadas a ser esclavas y cree que es posible que las hadas y los humanos se hagan amigos. Anne es una artesana de azúcar talentosa y trabajadora, que continúa mejorando sus habilidades a medida que conoce a más artesanos y maestros a lo largo de su viaje. Anne comienza a enamorarse de Challe a medida que avanza la historia.
Shalle Fen Shalle (シャル・フェン・シャル Sharu Fen Sharu?)
 Seiyū: Masaaki Mizunaka
Shall Fen Shall es un hada guerrera muy habilidosa comprada por Ann. Como nació de Obsidian, siempre es muy oscuro. Suele molestar a Anne, refiriéndose a ella como "espantapájaros". En el pasado, era amigo cercano de una joven llamada Elizabeth, hasta que los humanos la mataron. Debido a sus años de esclavitud y la muerte de Liz, desconfía de los humanos, pero gradualmente comienza a acercarse a Anne y decide quedarse con ella después de que ella le devuelva su ala. En el transcurso de la historia, Challe se vuelve muy protector con Anne y se enamora de ella.
Mythril Lid Pod (ミスリル・リッド・ポッド Misuriru Riddo Poddo?)
 Seiyū: Rie Takahashi
Pequeña hada del trabajo que Anne salvó una vez de un cazador de hadas. Ahora está con ella para devolverle el favor. Nació de gotas de agua.
Hugh Mercury (ヒュー・マーキュリー Hyū Mākyurī?)
 Seiyū: Tomoaki Maeno
Un misterioso artesano de azúcar de plata que Anne encontró en su viaje.
Cat (キャット Kyatto?)
 Seiyū: Takuma Terashima
Un confitero de azúcar que tiene una tienda en la capital real de Lewiston y vive con Benjamin, un hada del trabajo. Debido a cierto incidente, deja que Anne ayude en la tienda.
Jonas Anders (ジョナス・アンダー Jonasu Andā?)
 Seiyū: Reiji Kawashima
Jonas es hijo de un rico artesano de dulces, dueño del hada Cathy y amigo de Anne, el cual dice estar enamorado de ella. Él acompaña a Anne (contra la voluntad de ella) a la capital para el Festival, con la excusa de protegerla. Sin embargo, cuando Anne rechaza su avances, Jonas le roba la escultura de azúcar, revelándole que quería su escultura para presentarla como si fuera propia y ganar el Festival, para así convertirse en maestro de azúcar de plata. Sin embargo, al final fracasó ya que Ann llegó a tiempo al festival. Como los jueces no pudieron determinar quién fue el verdadero creador de la escultura que Jonas le robó a Ann, ni Ann ni Jonas ganaron. Posteriormente, Anne castiga a Jonas abofeteándolo. A pesar de su arrogancia, Jonas es intimidado por el aprendiz de su tío, Sammy Jones, e intenta no meterse en problemas mientras se prepara para la próxima exposición real hasta que más tarde es expulsado tras el asalto de Sammy contra Anne y huye para salvar su vida, negándose a involucrarse más con Anne. Más tarde, Keith le revela a Anne que Jonas no ha regresado a su ciudad natal, por lo que se desconoce su paradero.
Keith Powell (キース・パウエル Kīsu Paueru?)
 Seiyū: Yūto Uemura
Un artesano de confitería que aspira a convertirse en un maestro del azúcar de plata. Es hijo de un ex maestro azucarero de plata vizconde, y su habilidad para hacer dulces de azúcar es muy apreciada en Radcliffe Factory. Un joven sincero que ayuda a Anne.
Elliot Collins (エリオット・コリンズ Eriotto Korinzu?)
 Seiyū: Kazuyuki Okitsu
Bridget Page (ブリジット・ペイジ Burijitto Peiji?)
 Seiyū: Ayumi Mano
Bridget es la hija del jefe de Paige Workshop. Está dispuesta a casarse con Elliot Collins, pero no tiene ningún interés romántico en él. Instantáneamente se enamora de Challe después de conocerlo y está decidida a tenerlo para ella, a pesar de que él rechaza sus afectos y señala que lo ama porque es un hada que no es diferente a tener una mascota o un esclavo. A Bridget no le gusta Anne, resentida por su posición como artesana del azúcar y celosa de quienes la apoyan. Más tarde, Bridget es testigo en secreto de otro de los intentos de sabotaje de Sammy Jones contra Anne, pero se niega a exponerlo hasta que Challe entregue su ala a cambio de su cooperación. A pesar de ser mimada, desea convertirse en una maestra de azúcar plateada, pero no puede debido a que es la hija del jefe del Taller. Ella demuestra que realmente no ama a Challe, lo usa para lastimar su ala y lo trata nada más que como una propiedad, revelando su personalidad trastornada y engañada que actúa egoístamente para obtener lo que quiere.
Cathy (キャシー Kyashī?)
 Seiyū: Aya Yamane
Un hada del trabajo utilizada por Jonas. Le gusta Jonas.
Benjamin (ベンジャミン?)
 Seiyū: Minori Suzuki
Gladice (グラディス?)
 Seiyū: Sōma Saitō
Un hada mascota utilizada por Bridget. Al igual que Challe, nació de una piedra preciosa. Inicialmente se interesa en Challe y acerca a él con una actitud amistosa. Más tarde le revela a Challe que su nombre real es Lafalle Fenn Lafalle y que nació del ópalo que se originó de la espada perteneciente a Rizelva Cyril Sash, el último rey de las hadas que murió hace 500 años al ser derrotado en una batalla por el rey humano Cedric, y en dicha espada se encontraba el obsidiana del cual nació Challe. Lafalle explica que las tres piedras fueron elegidas específicamente con la esperanza de que naciera el próximo rey de las hadas. Lafalle quiere que Challe se una a él para luchar contra los humanos, por lo que captura a Anne para obligarlo a que se una a su causa y los lleva a una fortaleza abandonada que sirve como refugio a las hadas que Lafalle rescató. Éste le dice a Challe que desea ser el próximo rey de las hadas y que planea su primera invasión para su conquista de venganza y crear su reino. Pero Challe le cuestiona sus motivos, señalando que la razón por la que no hizo nada hasta el momento actual es porque fue capturado y esclavizado por humanos y fue traicionado por las hadas, además de que la venganza y el control no son algo que un rey de las hadas deba disfrutar. Enfurecido por estas palabras, Lafalle intenta asesinar a Anne pero Challe la salva y lucha contra Lafalle. Al tener la ala de Challe, Lafalle comienza a torturarlo pero Anne regresa con Lusul y otras dos hadas, y Lusul le quita el ala a Challe de Lafalle, lo que le permite a Challe contraatacar. Al sentirse traicionado de nuevo por las hadas y ante la llegada de Hugh y sus soldados, Lafalle se suicida haciéndose caer desde la parte alta de la fortaleza.
Elizabeth Lowell (エリザベス・ローウェル?)
Era una niña cuya mirada hizo que Challe naciera de la obsidiana de una espada antigua hace 100 años. Ella llevó a Challe a su mansión y pasan su infancia juntos. Quince años después Elizabeth se había convertido en una hermosa muchacha y desarrolló sentimientos románticos por Challe, aunque dichos sentimientos nunca se materializaron. Elizabeth murió asesinada por los humanos por haber albergado a Challe y dejarlo escapar, lo que hizo que éste desconfiara de los humanos.

## Contenido de la obra

### Novela ligera
La novela ligera tiene licencia en Norteamérica por Yen Press.

### Manga
Una adaptación de manga con arte de Alto Yukimura se serializó en línea a través del sitio web Hana to Yume Online de Hakusensha desde noviembre de 2012 hasta octubre de 2014. Se recopiló en dos volúmenes de tankōbon. Una segunda adaptación de manga con arte de Yozora no Udon se ha serializado en la revista de manga seinen de Kadokawa Shoten, Young Ace, desde el 4 de noviembre de 2021. El segundo manga también tiene licencia en Norteamérica por Yen Press, que está publicando nuevos capítulos simultáneamente con el lanzamiento japonés.

### Anime
El 1 de octubre de 2021 se anunció una adaptación al anime. Más tarde se reveló que era una serie de televisión producida por J.C.Staff y dirigida por Yōhei Suzuki, con guiones escritos por Seishi Minakami, diseños de personajes a cargo de Haruko Iizuka y música compuesta por Hinako Tsubakiyama. Se estrenó la primera parte el 6 de enero de 2023 en AT-X y otras redes. La segunda parte se estrenará en julio de 2023. Crunchyroll obtuvo la licencia de la serie fuera de Asia. El tema de apertura es "Musical" (ミュージカル, Myūjikaru) de Minori Suzuki, mientras que el tema de cierre "Kanaeru" (叶える, "To Grant") de Sumire Morohoshi.